# ژیان‌مرغک دمگاه‌گندمی
ژیان‌مرغک دمگاه‌گندمی (نام علمی: Tyranniscus uropygialis) گونه‌ای از پرندگان در زیرتیرهٔ Elaeniinae از تیرهٔ ژیان‌مرغان (Tyrannidae) است. در بولیوی، کلمبیا، اکوادور، پرو، ونزوئلا و احتمالاً آرژانتین یافت می‌شود.
ژیان‌مرغک دمگاه‌گندمی تک‌نماد است.